# Attalea lauromuelleriana
Attalea lauromuelleriana är en enhjärtbladig växtart som först beskrevs av João Barbosa Rodrigues, och fick sitt nu gällande namn av Scott Zona. Attalea lauromuelleriana ingår i släktet Attalea och familjen Arecaceae. Inga underarter finns listade i Catalogue of Life.